# Nymphalidae
Le Ninfalidi (Nymphalidae Rafinesque, 1815) sono una  famiglia di lepidotteri diurni, appartenente alla superfamiglia Papilionoidea.
Le zampe anteriori delle Ninfalidi sono corte, a spazzola e atrofizzate, per questo vengono usate ad un solo scopo sensoriale, la funzione locomotoria è assente. L'apertura alare varia da 3 a 15 cm; la faccia superiore delle ali è dipinta a colori vivaci, invece quella inferiore ha una tinte più spente per mimetizzare la farfalla quando riposa. La colorazione varia a seconda del sesso o della stagione.
Le uova sono tondeggianti e vengono deposte su piante erbacee e sul fogliame di alberi e arbusti. Le pupe hanno vistose protuberanze e un gancio terminale detto "cremastero" con cui la crisalide si appende alla pianta ospite. I bruchi mangiano in gruppo sulle foglie degli alberi, gli esemplari adulti invece hanno un'alimentazione piuttosto varia: oltre che di nettare alcuni sono attratti da frutti, escrementi, carcasse, urina e persino dalla benzina.

## Tassonomia
La famiglia comprende circa 550 generi e 6000 specie raggruppate in 12 sottofamiglie, 8 delle quali sono presenti anche in Europa e in Italia:
- Libytheinae
- Danainae
- Calinaginae
- Charaxinae
- Satyrinae (incluso Brassolini e Morphini)
- Heliconiinae
- Limenitidinae
- Pseudergolinae
- Apaturinae
- Biblidinae
- Cyrestinae
- Nymphalinae

### Alcune specie

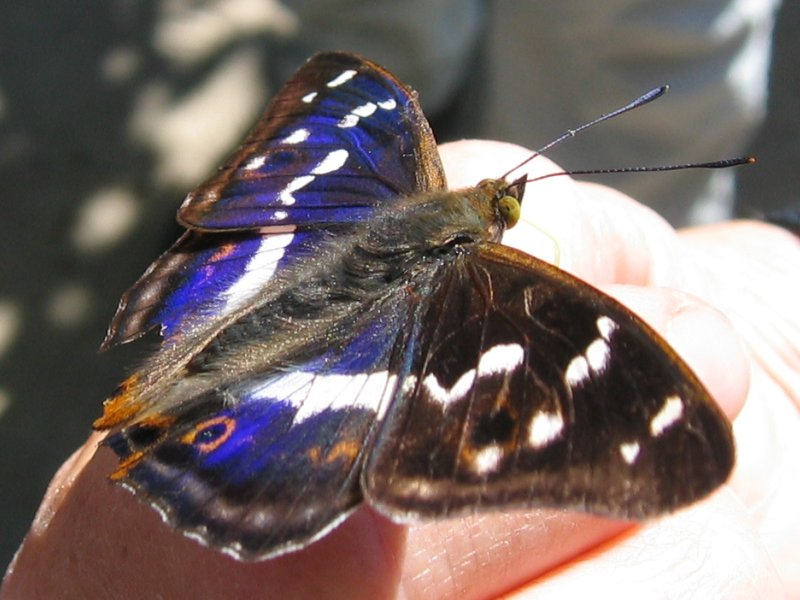
Apatura iris Apaturinae
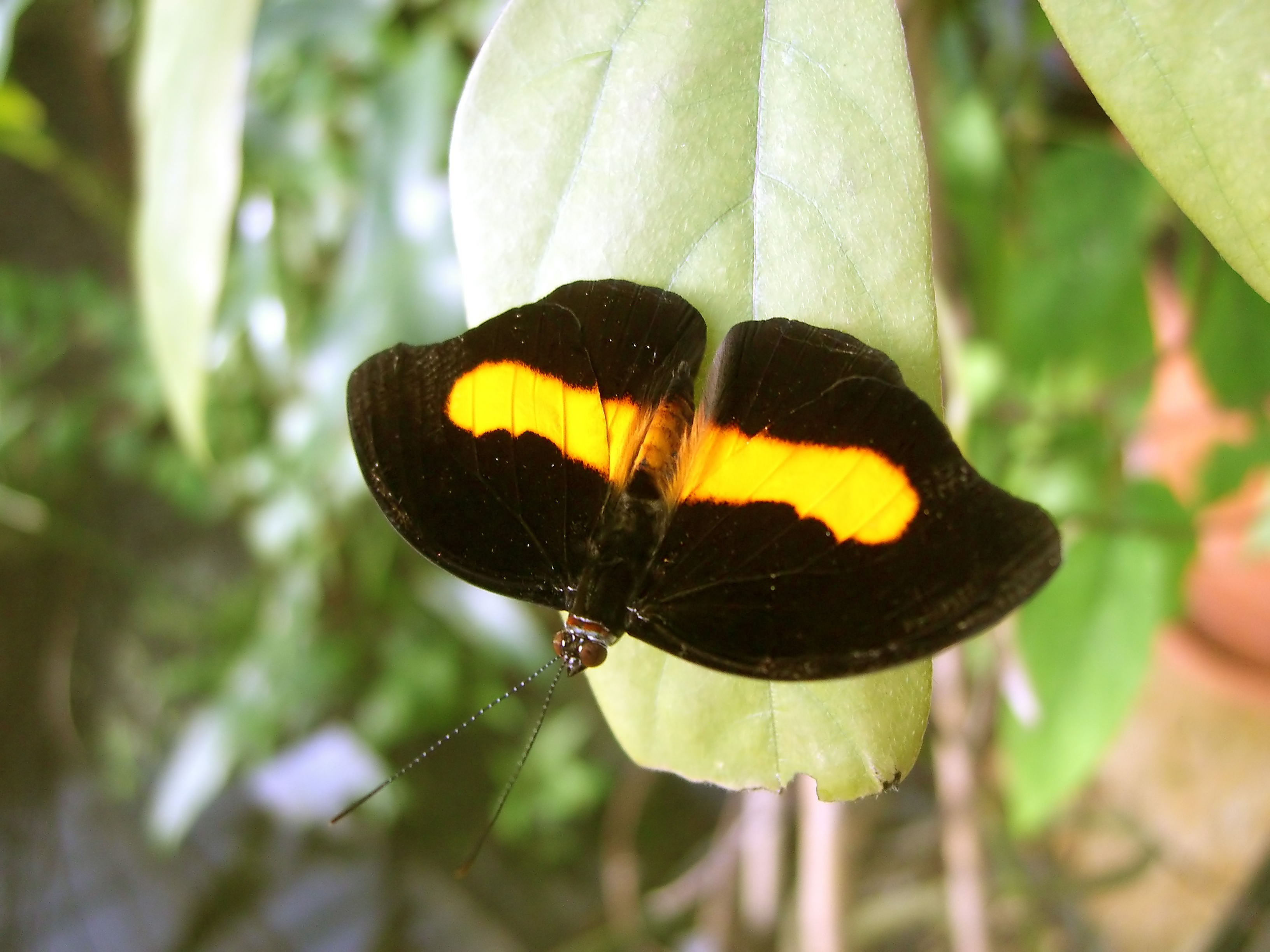
Catonephele orites Biblidinae
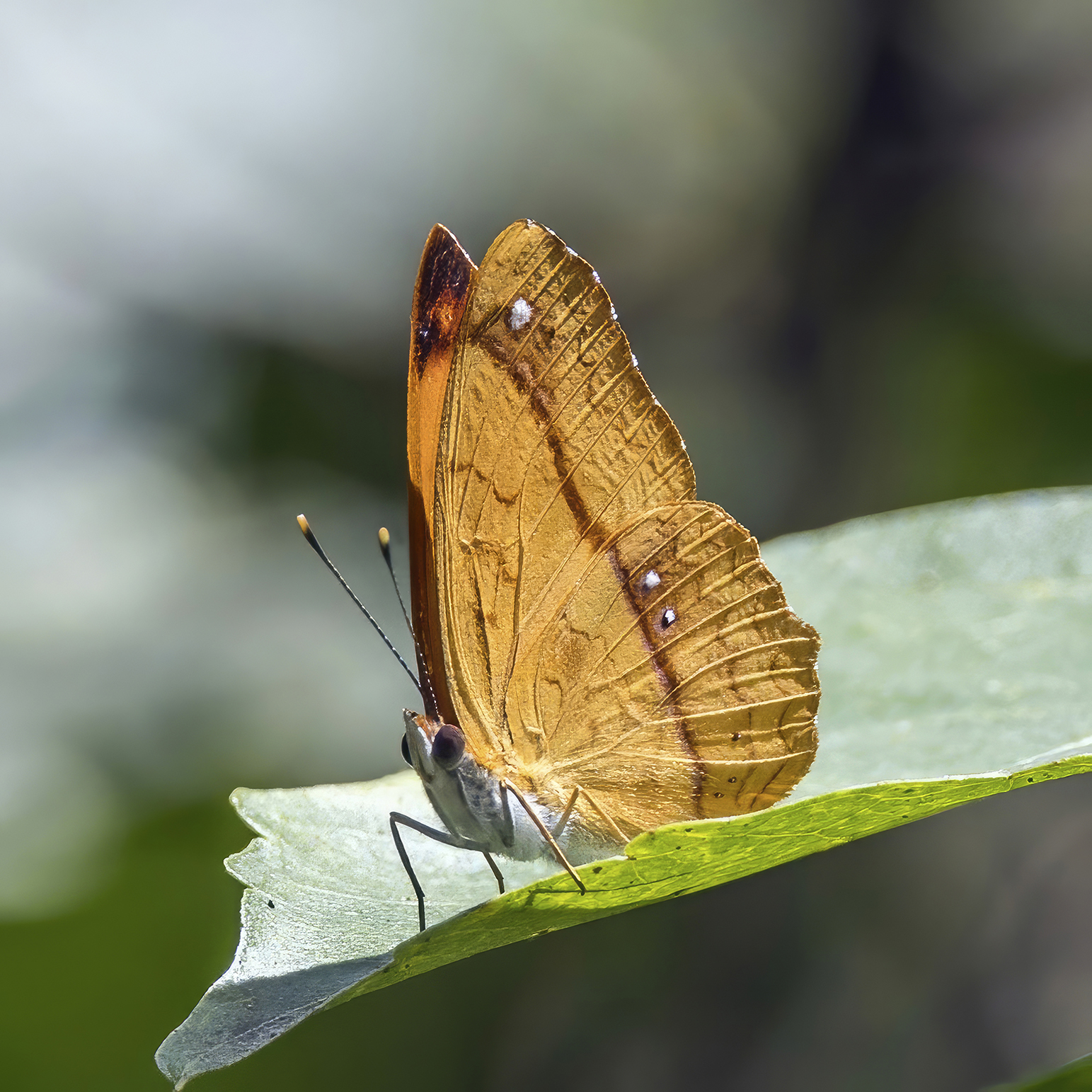
Nica flavilla Biblidinae
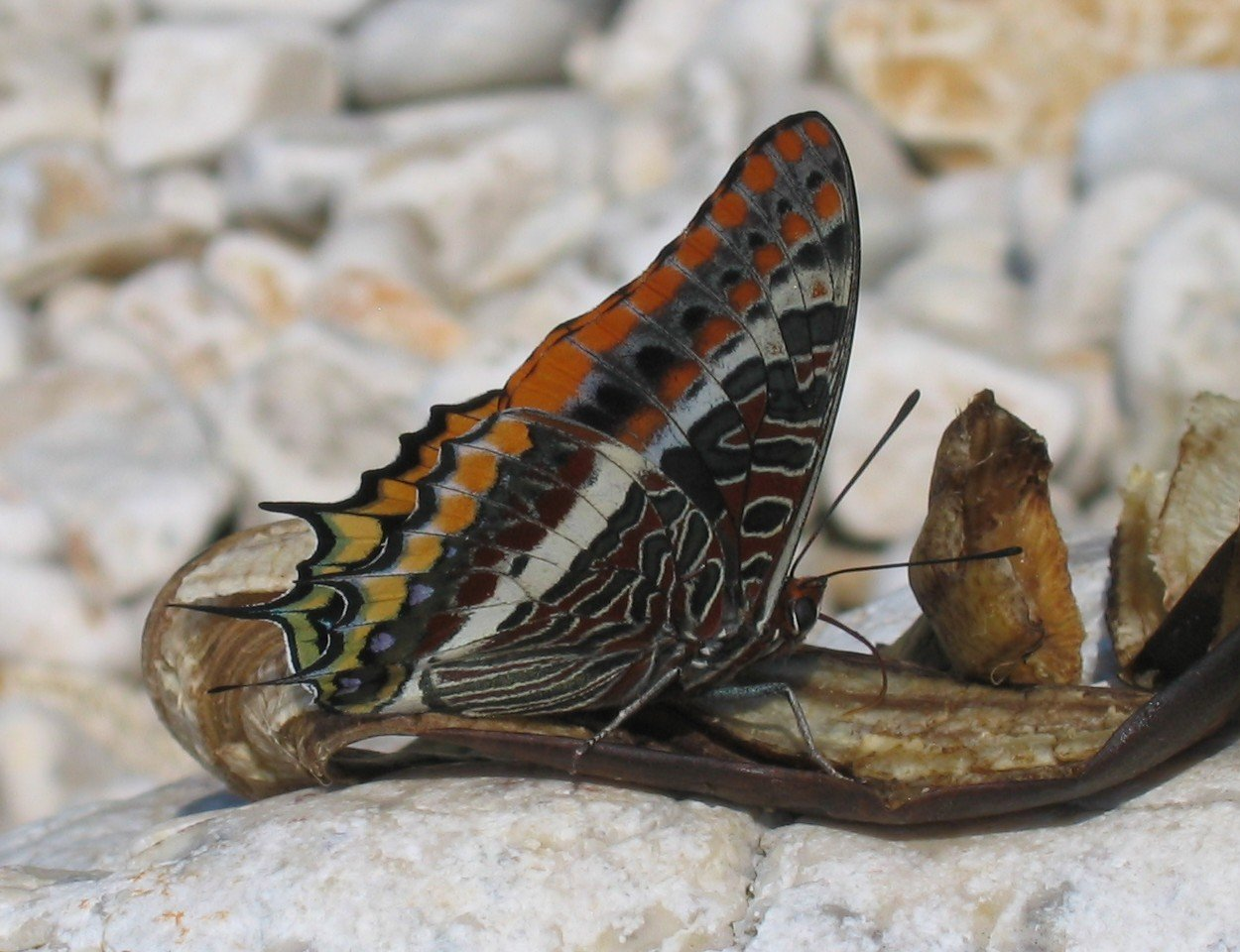
Charaxes jasius Charaxinae
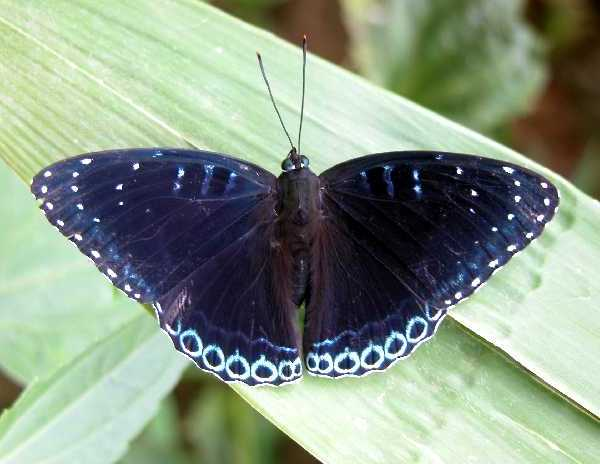
Stibochiona nicea Cyrestinae
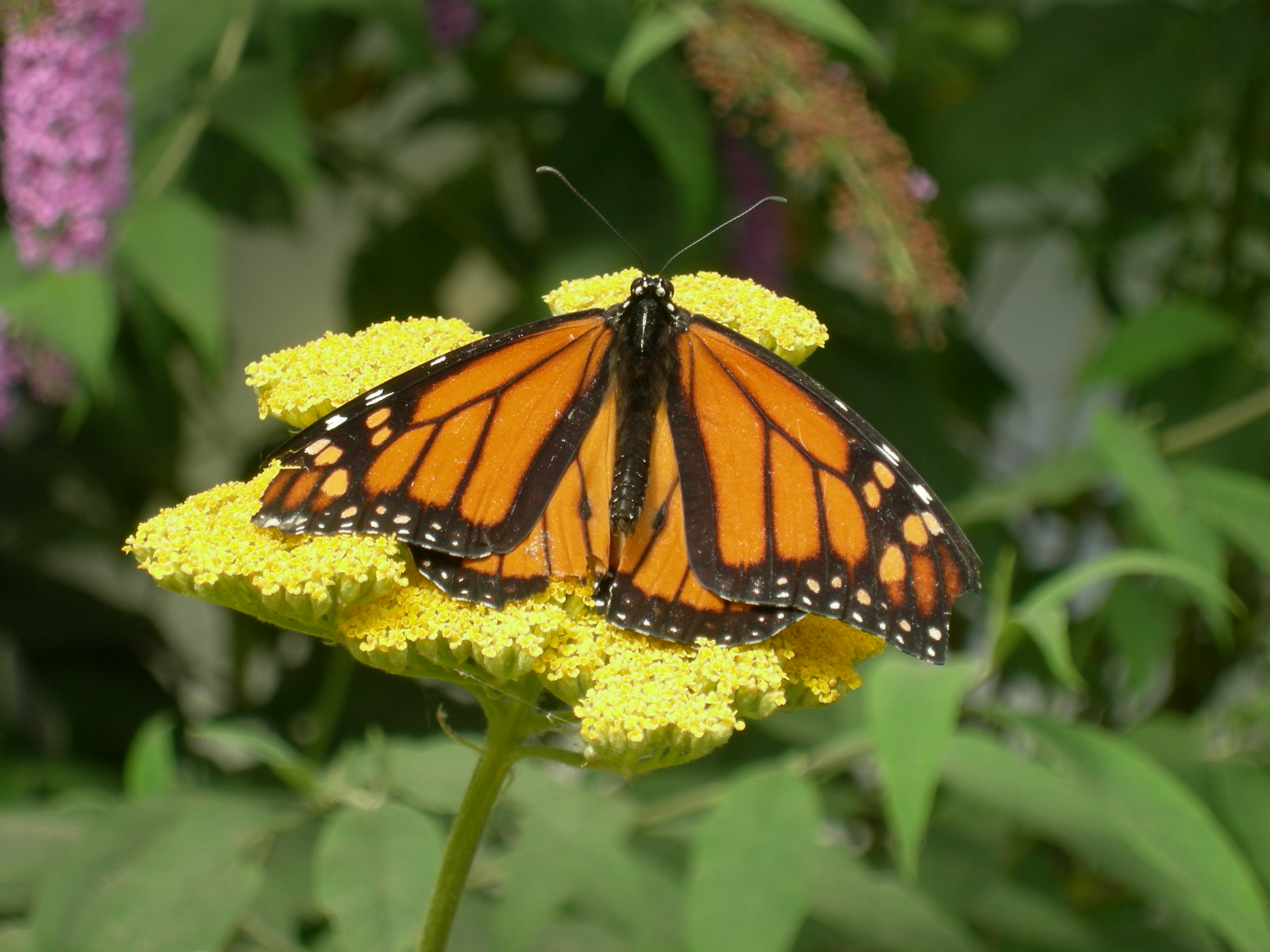
Danaus plexippus Danainae
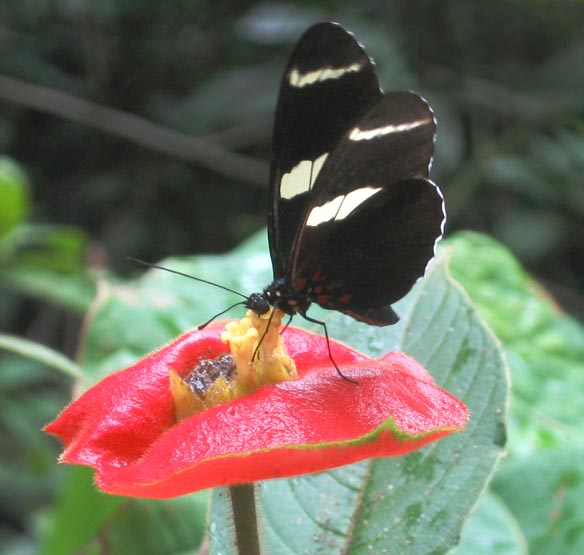
Heliconius sara Heliconiinae
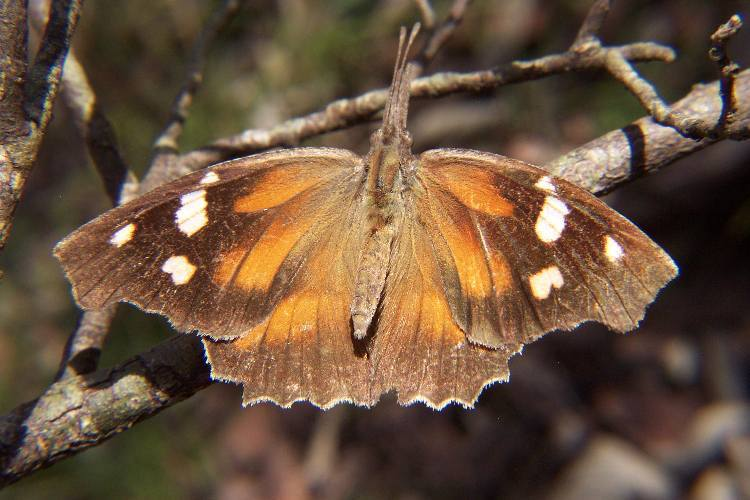
Libytheana carinenta Libytheinae
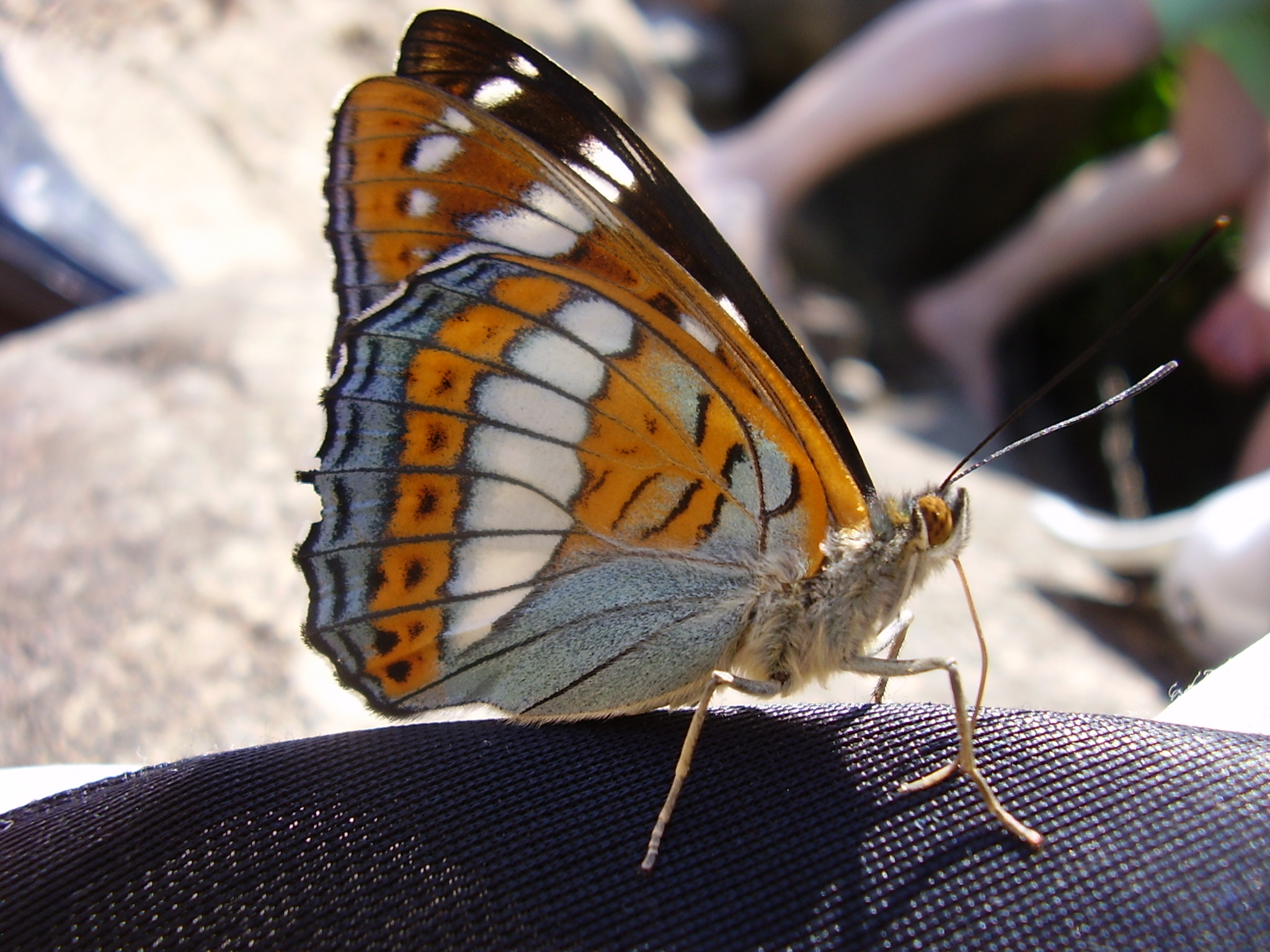
Limenitis populi Limenitidinae
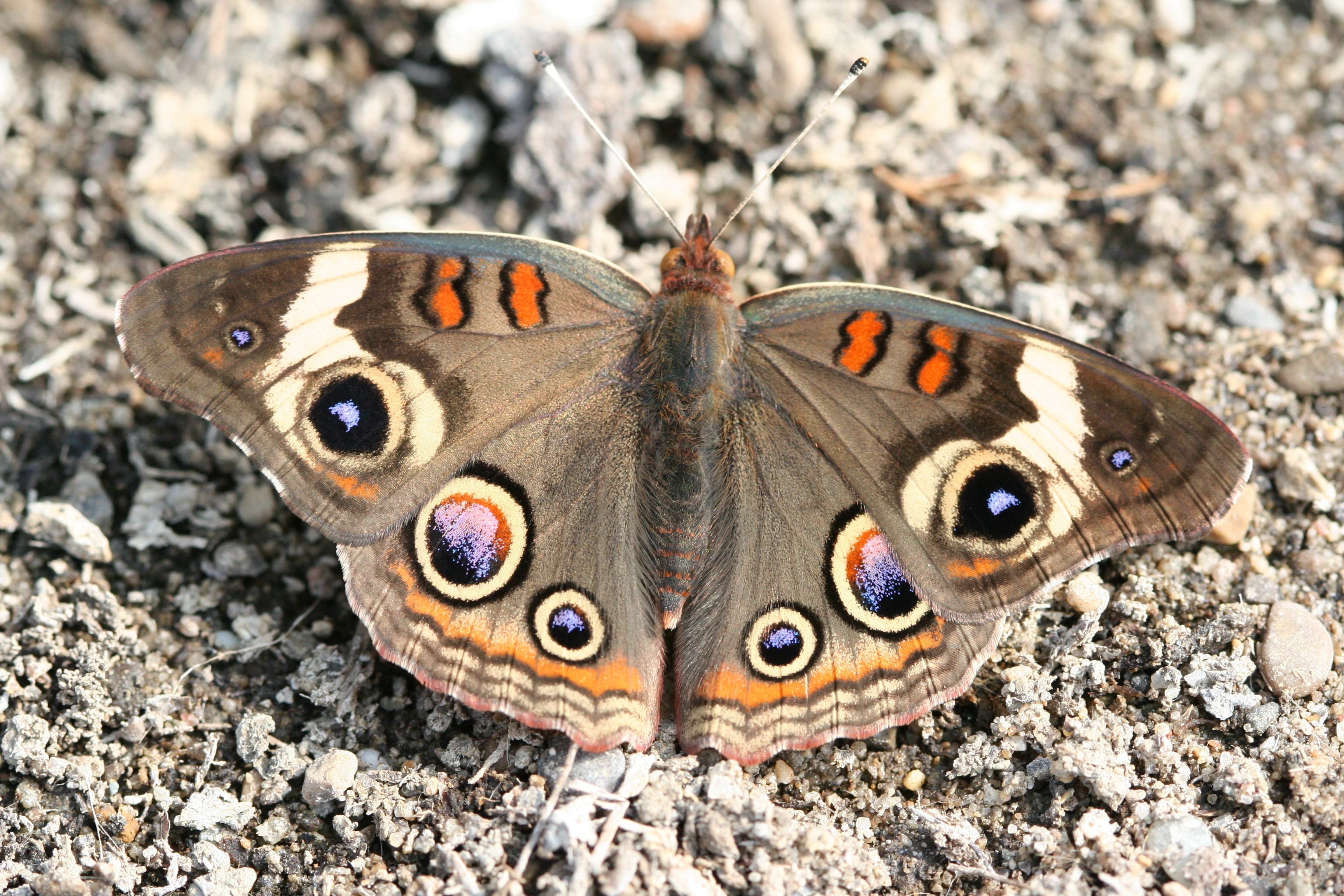
Junonia coenia Nymphalinae
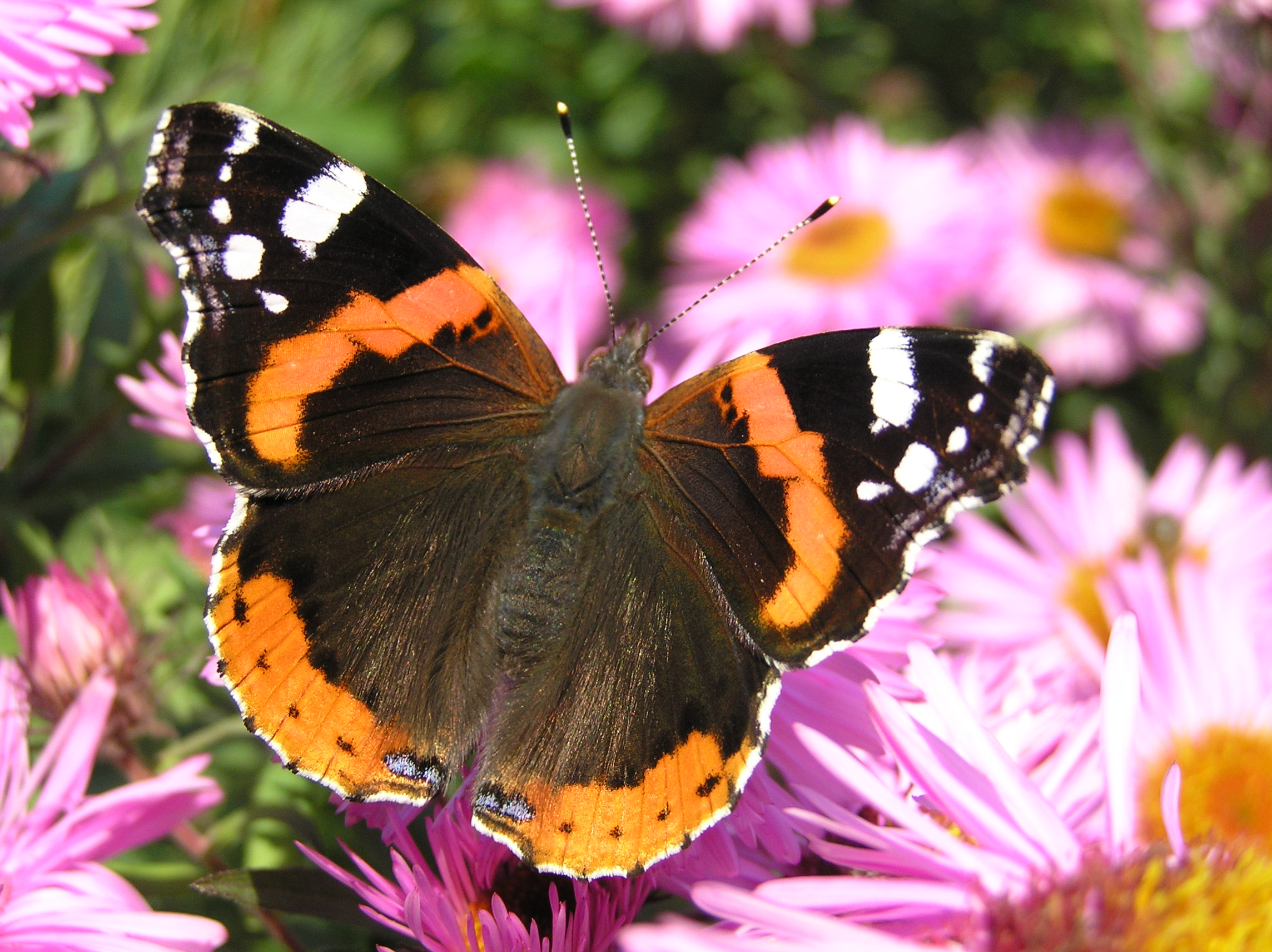
Vanessa atalanta Nymphalinae
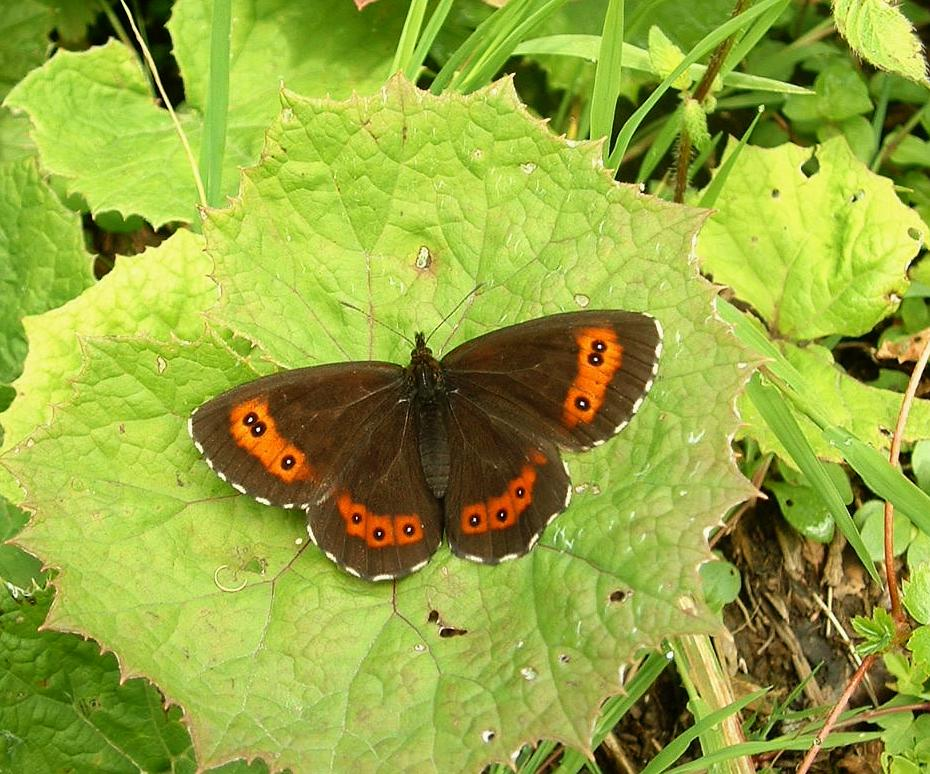
Erebia ligea Satyrinae
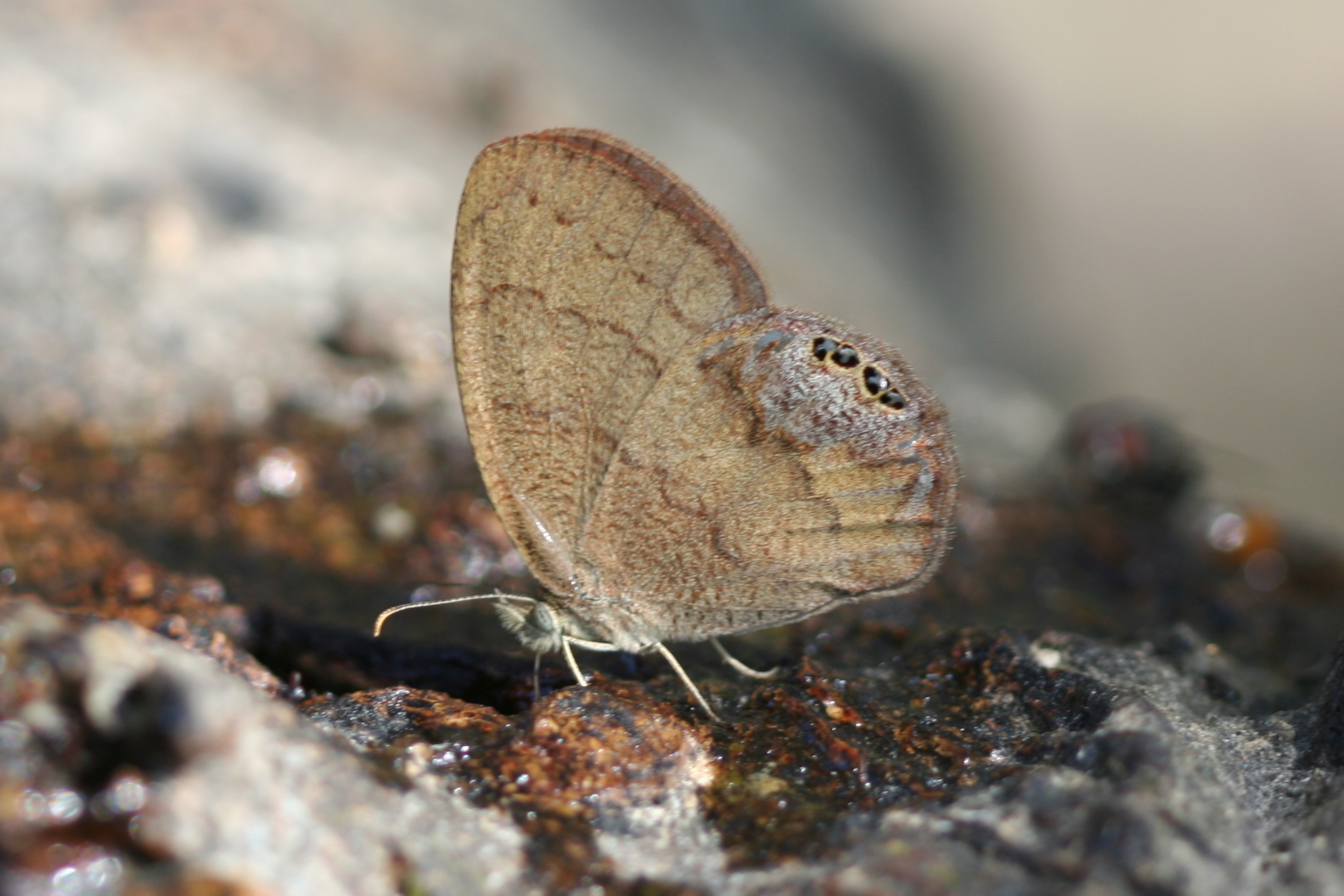
Cyllopsis gemma Satyrinae
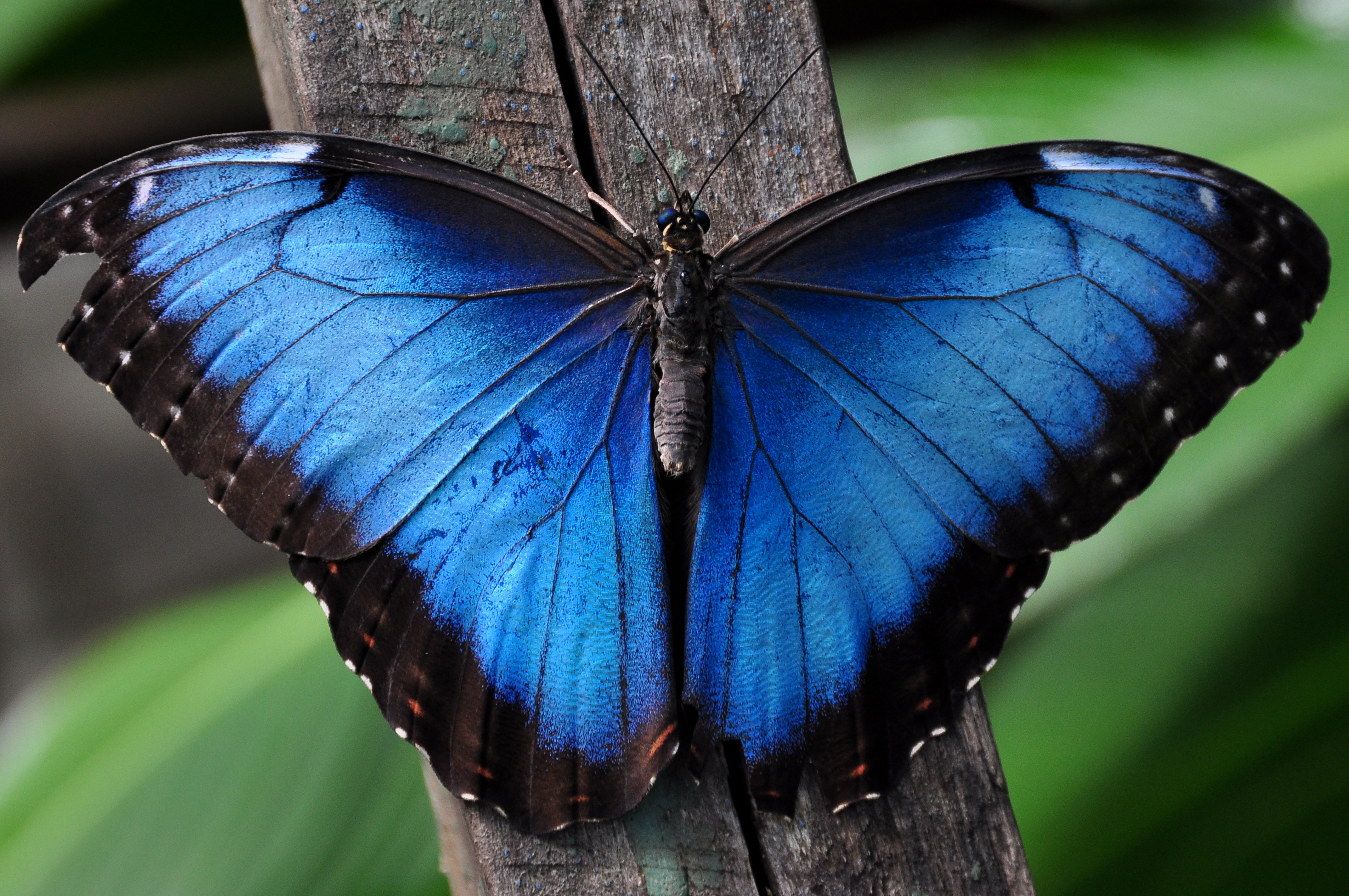
Morpho menelaus Morphinae